# 鱗尾窄額魨
鱗尾窄額魨為輻鰭魚綱魨形目四齒魨亞目四齒魨科的其中一種，為亞熱帶海水魚，分布於西南太平洋澳洲東部海域，體長可達15公分，棲息在沙底質水域，生活習性不明。

## 扩展阅读
維基物種上的相關：鱗尾窄額魨